# 村尾陸男
村尾 陸男（むらお りくお、Rikuo Murao1942年 - ）は、日本のジャズ・ピアニスト。ジャズ音楽教室およびジャズクラブFAROUTオーナー。

## 人物・来歴
中国北京市にて、鐵道省高官の父・村尾薫（香川県高松市出身）と母・鈴の三男として生まれる。慶應義塾大学工学部化学科に進学するも音楽に傾倒し中退。1962年頃からジャズ・ギタリストとしてプロ入り。河辺公市とスウィングジャイアンツを皮切りにギターで２年ほど仕事をし、66年、24歳の時に、当時、国の記録映画の撮影に従事していた父村尾薫のサポートのための渡米を機に、本場のジャズシーンに触れ研鑚。翌67年に帰国後、ジャズ・ピアニストに転向し、泉胤昭率いるクインテットに所属し活動。主に、ソロや自分のトリオで赤坂、高輪のプリンスホテル、銀座、六本木のクラブなどで演奏活動を続け、30代から本格的に英語の勉強をし始め、呼吸発声の研究をしながら、音楽書の著訳書を多く手がける。また、横浜のジャズスクールで呼吸発声の指導、劇団四季の英詞訳などを担当し、演奏活動に励む。
現在はその傍ら、ヴォーカリスト養成のための発声指導者として音楽学校や大学の講師も務める。

## エピソード等
- 鐵道省に勤める父の転勤先の北京で出生したが、戦時中の日中関係が厳しくなり帰国。しばらく東京で暮らすが、戦火が激しくなったため、兄村尾鐵男と共に父親の実家がある香川県に疎開し、幼少期は高松市で育つ。その後、父親の仕事の関係で、再び東京に戻り、30歳まで新宿区市ヶ谷で過ごす。
- 父・薫は、東京大学仏文科卒のエリートで、東大映画研究会の創立者の一人。鐵道省に所属し、国の映画普及事業に関わり、自らも脚本や監督を務め、戦前戦後に多くの国策・記録映画作品を遺す公的機関に身を置いた映画人。
- 母・鈴は、東京三田の名家の出身で、小唄や和楽器を嗜み音楽に長けていたため、幼少から音楽に触れる環境で育った影響もあり、音楽に傾倒するようになったと思われる。

## 文献

### 著書
- 『ジャズ詩大全』: シリーズ（現在、全22巻/本巻20別巻2発刊） / 中央アート出版社　1990年～現在
- 『ティー・フォー・トゥー物語』 / 中央アート出版社　2001年
- 『ピアノ・フィンガー・ウェイト・トレイニング(指の徹底強化練習帳)』 / 中央アート出版社
- 『クリスマス・ソングブック』 / 中央アート出版社　2006年
- 『新装改訂版ピアノ・フィンガー・ウェイト・トレイニング(指の徹底強化練習帳)』 / 中央アート出版社　2010年
- 『大判ピアノ・フィンガー・ウェイト・トレイニング(“見やすい”指の徹底強化練習帳)』 / 中央アート出版社　2011年
- 『詩歌を楽しむ～ジャズ・スタンダード曲を味わう』 / ＮＨＫ出版　2012年
- 電子版『ジャズ詩大全』シリーズ / Jazz-Lyrics.com: 　2015年～現在
- 電子版『アメリカ文化とポピュラー音楽』 / Jazz-Lyrics.com: 　2016年

### その他著書
- 『スポーツ精神』 / Jazz-Lyrics.com: 　1997年
- 『イジメについて』 / Jazz-Lyrics.com: 　1997年